# Sinoalaria chengguanensis
Espèce
Synonymes
- Alaria chengguanensis Zhao & Li, 2012

Sinoalaria chengguanensis est une espèce d'araignées aranéomorphes de la famille des Theridiosomatidae.

## Distribution
Cette espèce est endémique du Guizhou en Chine,. Elle se rencontre à Chengguan dans la grotte Xiniu.

## Description
Le mâle holotype mesure 2,10 mm et la femelle paratype 2,50 mm.

## Étymologie
Son nom d'espèce, composé de chengguan et du suffixe latin -ensis, « qui vit dans, qui habite », lui a été donné en référence au lieu de sa découverte, Chengguan.

## Publication originale
- Zhao & Li, 2012 : Eleven new species of theridiosomatid spiders from southern China (Araneae, Theridiosomatidae). ZooKeys, no 255, p. 1-48 (texte intégral).